# Lepidura olivacea
Lepidura olivacea är en stekelart som beskrevs av Dasch 1974. Lepidura olivacea ingår i släktet Lepidura och familjen brokparasitsteklar. Inga underarter finns listade i Catalogue of Life.